# Exorista japonica
Exorista japonica (лат.) — вид тахин подсемейства Exoristinae.

## Описание
Мухи длиной тела 10,5 −11 мм. Отличается от Exorista larvarum тем, что щетинки имеются только в нижней трети или половине лицевых килей. Нижний край лица выступающий. У самцов лоб в золотистом налёте. Церки у самцов очень узкие, покрыты чёрными волосками.

## Биология
Паразитирует на гусеницах волнянок, коконопрядов и совок. Поиск хозяина для откладки яиц самка производит в течение 5-10 дней после появления на свет основе зрительных и запаховых сигналов. Обнаружив подходящего хозяина самка откладывает макротипические яйца на гусеницы. Развитие личинок тахины на гусеницах американской белой бабочки и восточной луговой совки продолжается в течение 18-38 дней. Одним из хозяев Exorista japonica является тутовый шелкопряд, что делает этот вид вредителем шелководства. Попытки использовать Exorista japonica для борьбы с непарным шелкопрядом в Северной Америке оказались неудачными. Продолжительность жизни самок составляет от 32 до 56 суток.

## Распространение
Встречается в Японии, Китае, Тайване, Индии, Вьетнаме, Непале.